# 우리들의 여름!!
〈우리들의 여름〉(일본어: 僕らのナツ!! 보쿠라노나츠[*])는 Dream5의 2번째 싱글이다. 2010년 8월 4일에 에이벡스 트랙스에서 발매됐다.

## 해설
- 2010년 7월 31일의 NHK홀의 천재 TV MAX의 이벤트에서 당선자 한정으로 선행 발매된 후에, 2010년 8월 4일에 avex trax에서 정식 발매됐다.
- CD와 DVD가 세트로 되어있는 버전과, CD만 있는 버전의 2종류가 발매됐다.
- CD에 봉입되어있는 응모권을 기한까지 avex 앞으로 보내면, 전체 멤버로부터의 직필 늦더위 인사가 응모자 전원에게 보내지는 기획이 행해졌다.

## 수록곡
CD
1. 우리들의 여름!!(僕らのナツ!!) [4:25]
  - 작사: 마에다 노부테루, 작곡: 하루하타 미치야, 편곡: 스즈키 다이치 히데유키
2. Lucky Days [5:01]
  - 작사: BOUNCEBACK, 작곡: 히비노 히로후미, 편곡: 와타나베 타오루, 히비노 히로후미
3. 우리들의 여름!! (Instrumental)
4. Lucky Days (Instrumental)

DVD
1. 우리들의 여름!! (Music Video)
2. 우리들의 여름!! (안무 비디오)
안무는 AAA의 스에요시 슈타.
3. 시게몬 극장 (しげもん劇場)
시게모토 코토리가 자신의 블로그에서 게재하고 있는 4컷만화의 캐릭터 ‘시게몬’이 움직이는 만화가 되어서 수록되어있다.

## 타이업
| 노래            | 타이업                                              |
| --------------- | --------------------------------------------------- |
| 우리들의 여름!! | NHK 교육 《천재 TV MAX》 2010년 8월 MTK             |
| Lucky Days      | TV 도쿄계 애니메이션 《우리집 3자매》 4번째 여는 곡 |